# Печатни прстен
Печатни прстен је посебна врста прстена, који се користи не само као накит, већ и као печат. На печатном прстену угравирани су разни симболи, као што су грб или монограм носиоца, односно власника. Отискивањем печатног прстена на воштаном предлошку или неком другом материјалу који се користи приликом печаћења, врши се обележавање разних предмета или оверавање писама и исправа. Печатни прстенови су били у практичној употреби од најстаријих времена, али данас се по правилу користе само у функцији украса.